# Carl Reiner

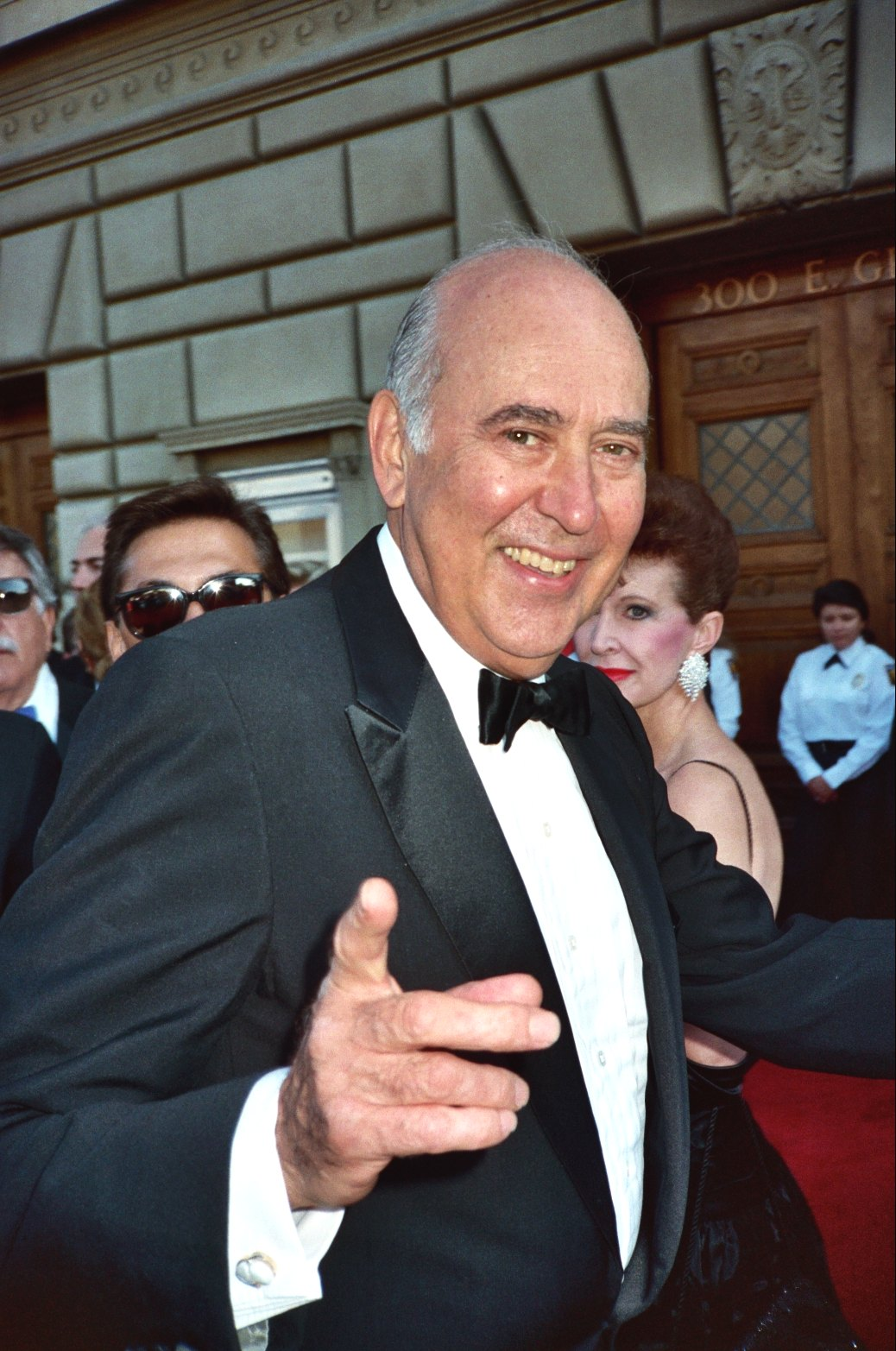
Carl Reiner (1989)

Carl Reiner (* 20. März 1922 in New York City; † 29. Juni 2020 in Beverly Hills, Kalifornien) war ein US-amerikanischer Schauspieler, Komiker, Filmregisseur, Produzent sowie Drehbuch- und Buchautor. Seine Karriere dauerte mehr als 70 Jahre; er erwarb sich insbesondere in den USA den Ruf einer Comedy-Legende.

## Leben
Carl Reiner wurde 1922 im New Yorker Stadtteil Bronx als Sohn des Uhrmachers Irving Reiner und dessen Frau Bessie Mathias geboren. Sein Vater war ein jüdischer Einwanderer aus Czernowitz (damals Österreich-Ungarn); seine ebenfalls jüdische Mutter wurde in Rumänien geboren. Reiner studierte an der Georgetown University. 1943 heiratete er Estelle Lebost (1914–2008); der Ehe entstammen drei Kinder: der Filmregisseur und Schauspieler Rob Reiner, die Schriftstellerin Annie Reiner sowie der Künstler Lucas Reiner.
Während des Zweiten Weltkriegs diente er zunächst kurzzeitig als Funker, dann als Dolmetscher und schließlich, nachdem sein Schauspieltalent erkannt worden war, als Truppenbetreuer im Pazifikraum unter Maurice Evans. Nach dem Krieg betätigte er sich am Broadway und trat dabei auch in verschiedenen Musicals auf, so in Inside U.S.A. und Alive and Kicking, und spielte die Hauptrolle in Call Me Mister. Bei der Arbeit an der Fernsehserie Your Show of Shows von Sid Caesar lernte er Mel Brooks kennen. Mit ihm produzierte er mehrere Schallplatten und begann danach mit der Arbeit an einer Show, die er Head of the Family nannte. Die Show wurde zunächst nicht angenommen, 1961 aber mit Dick Van Dyke in der Hauptrolle als The Dick Van Dyke Show, in der Reiner gelegentlich die Nebenrolle des Alan Brady spielte und auch erste Regiearbeiten übernahm, wieder aufgenommen.
Später verlegte sich Reiner auf Kinofilme und machte sich mit Auftritten in Komödien wie Eine total, total verrückte Welt und Die Russen kommen! Die Russen kommen! einen Namen. Sein Debüt als Regisseur gab er 1967 mit der Verfilmung von Enter Laughing, das auf seinem eigenen semi-autobiografischen Roman basiert und zuvor von Joseph Stein als Theaterstück dramatisiert worden war. Mit Reichtum ist keine Schande (The Jerk, 1979) sowie mit Tote tragen keine Karos (Dead Men Don’t Wear Plaid, 1982) mit Steve Martin landete er große Komödienerfolge auf der Kinoleinwand. Bis in die späten 1990er Jahre war er regelmäßig als Filmregisseur tätig.
Reiner spielte als Schauspieler den Trickbetrüger Saul Bloom in den drei Gaunerkomödien Ocean’s Eleven (2001), Ocean’s 12 (2004) und Ocean’s 13 (2007) unter der Regie von Steven Soderbergh. Er hatte zudem Gastauftritte in den Fernsehserien Ally McBeal, Crossing Jordan – Pathologin mit Profil, Boston Legal, Dr. House sowie in vier Folgen von Two and a Half Men zwischen 2009 und 2014 als Marty Pepper. Trotz seines hohen Alters blieb Reiner stets schauspielerisch aktiv; so sprach er in dem 2019 erschienenen Animationsfilm A Toy Story: Alles hört auf kein Kommando die nach ihm benannte Figur des Carl Reineroceros.
2019 engagierte sich der mittlerweile 97 Jahre alte Reiner öffentlich in einer Kampagne von US-Veteranen, die ein Impeachmentverfahren gegen Präsident Donald Trump forderte. Er war einer der ältesten Prominenten auf Twitter und twitterte noch einen Tag vor seinem Tod. Reiner starb im Juni 2020 im Alter von 98 Jahren in Beverly Hills.

## Filmografie (Auswahl)
als Schauspieler
- 1959: Die Nervensäge (The Gazebo)

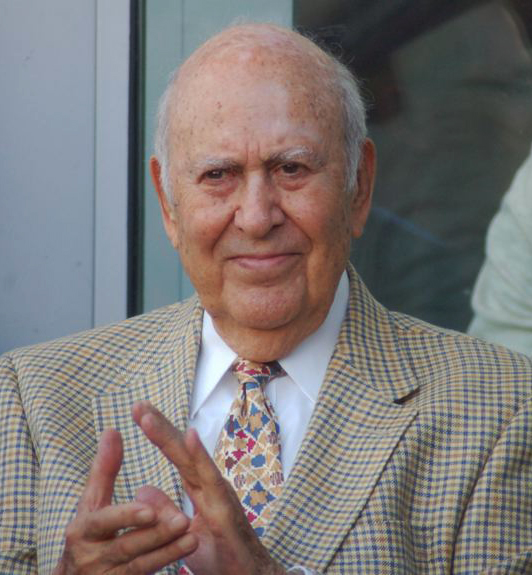
Carl Reiner (2011)

- 1959: Ehegeheimnisse (Happy Anniversary)
- 1961: April entdeckt Hawaii (Gidget Goes Hawaiian)
- 1961–1966: The Dick Van Dyke Show (Fernsehserie, 32 Folgen) (auch Schöpfer und Produzent)
- 1963: Eine total, total verrückte Welt (It’s a Mad, Mad, Mad, Mad World)
- 1963: Was diese Frau so alles treibt (The Thrill of It All) (auch Drehbuchautor)
- 1965: Bei Madame Coco (The Art of Love) (auch Drehbuchautor)
- 1966: Alice of Wonderland in Paris
- 1966: Die Russen kommen! Die Russen kommen! (The Russians Are Coming, the Russians Are Coming)
- 1967: Leitfaden für Seitensprünge (A Guide for the Married Man)
- 1975: Tödliche Diagnose (Medical Story)
- 1979: Reichtum ist keine Schande (The Jerk)
- 1981: Kreuz der Gewalt (Skokie, Fernsehfilm)
- 1982: Tote tragen keine Karos (Dead Men Don’t Wear Plaid)
- 1996: Im Auge des Sturms (The Right to Remain Silent)
- 1998: Hauptsache Beverly Hills (Slums of Beverly Hills)
- 2000: Die Abenteuer von Rocky & Bullwinkle (The Adventures of Rocky & Bullwinkle)
- 2001: Ocean’s Eleven
- 2002: Crossing Jordan – Pathologin mit Profil (Crossing Jordan, Fernsehserie, Folge 1x19)
- 2002: Ally McBeal (Fernsehserie, Folge 5x22)
- 2004: Ocean’s 12
- 2005: Boston Legal (Fernsehserie, Folge 1x16)
- 2007: Ocean’s 13
- 2009: Dr. House (House, M.D., Fernsehserie, Folge 5x24)
- 2009–2014: Two and a Half Men (Fernsehserie, vier Folgen)
- 2010–2014: Hot in Cleveland (Fernsehserie, acht Folgen)
- 2012: Parks and Recreation (Fernsehserie, Folge 4x17)
- 2014: Dumbbells
- 2017: Young & Hungry (Fernsehserie, Folge 5x08)
- 2018: Angie Tribeca (Fernsehserie, Folge 4x07)

als Synchronsprecher
- 1959: The Violinist
- 2001: The Majestic
- 2003: In tierischer Mission (Good Boy!)
- 2004–2005: Ein Löwe in Las Vegas (Father of the Pride, Fernsehserie, 14 Folgen)
- 2009: Fröhliches Madagascar (Madagascar)
- 2010: Die Pinguine aus Madagascar (The Penguins of Madagascar, Fernsehserie, Folge 2x17)
- 2010–2011: The Cleveland Show (Fernsehserie, vier Folgen)
- 2011/2015: American Dad (Fernsehserie, zwei Folgen)
- 2014: Bob’s Burgers (Fernsehserie, Folge 5x06)
- 2014–2015: Jake und die Nimmerland Piraten (Jake and the Never Land Pirates, Fernsehserie, vier Folgen)
- 2015: WordGirl (Fernsehserie, Folge 8x03)
- 2015: Shimmer und Shine (Shimmer and Shine, Fernsehserie, Folge 1x11)
- 2016/2017: Family Guy (Fernsehserie, zwei Folgen)
- 2019: A Toy Story: Alles hört auf kein Kommando (Toy Story 4)

als Regisseur
- 1967: Sein großer Auftritt (Enter Laughing)
- 1969: The Comic
- 1970: Wo is’ Papa? (Where’s Poppa?)
- 1977: Oh Gott … (Oh God!)
- 1977: Das charmante Großmaul (The One and Only)
- 1979: Reichtum ist keine Schande (The Jerk)
- 1982: Tote tragen keine Karos (Dead Men Don’t Wear Plaid)
- 1983: Der Mann mit zwei Gehirnen (The Man with Two Brains)
- 1984: Solo für 2 (All of Me)
- 1985: Ein total verrückter Sommer (Summer Rental)
- 1987: Summer School
- 1989: Singende Kumpel haben’s schwer (Bert Rigby, You’re a Fool)
- 1990: Eine fast anständige Frau (Sibling Rivalry)
- 1993: Crazy Instinct (Fatal Instinct)
- 1997: Noch einmal mit Gefühl (That Old Feeling)

als Drehbuchautor
- 2011: The Cleveland Show (eine Episode)

## Werke
- Enter Laughing (1958)
- 2000 Years With: Carl Reiner & Mel Brooks (mit Mel Brooks, 1960)
- All Kinds of Love (1993)
- Continue Laughing (1995)
- How Paul Robeson Saved My Life (and Other Mostly Happy Stories) (1999)
- The 2000 Year Old Man in the Year 2000: The Book (1999)
- My Anecdotal Life: A Memoir (2003)
- NNNNN: A Novel (2006)
- Tell Me Another Scary Story... But Not Too Scary! (mit James Bennett, 2009)
- Just Desserts: A Novellelah (2009)
- Tell Me a Silly Story (mit James Bennett, 2010)
- I Remember Me (2012)
- I Just Remembered! (2014)

## Auszeichnungen
- 1957: Emmy für Caesar’s Hour
- 1958: Emmy für Caesar’s Hour

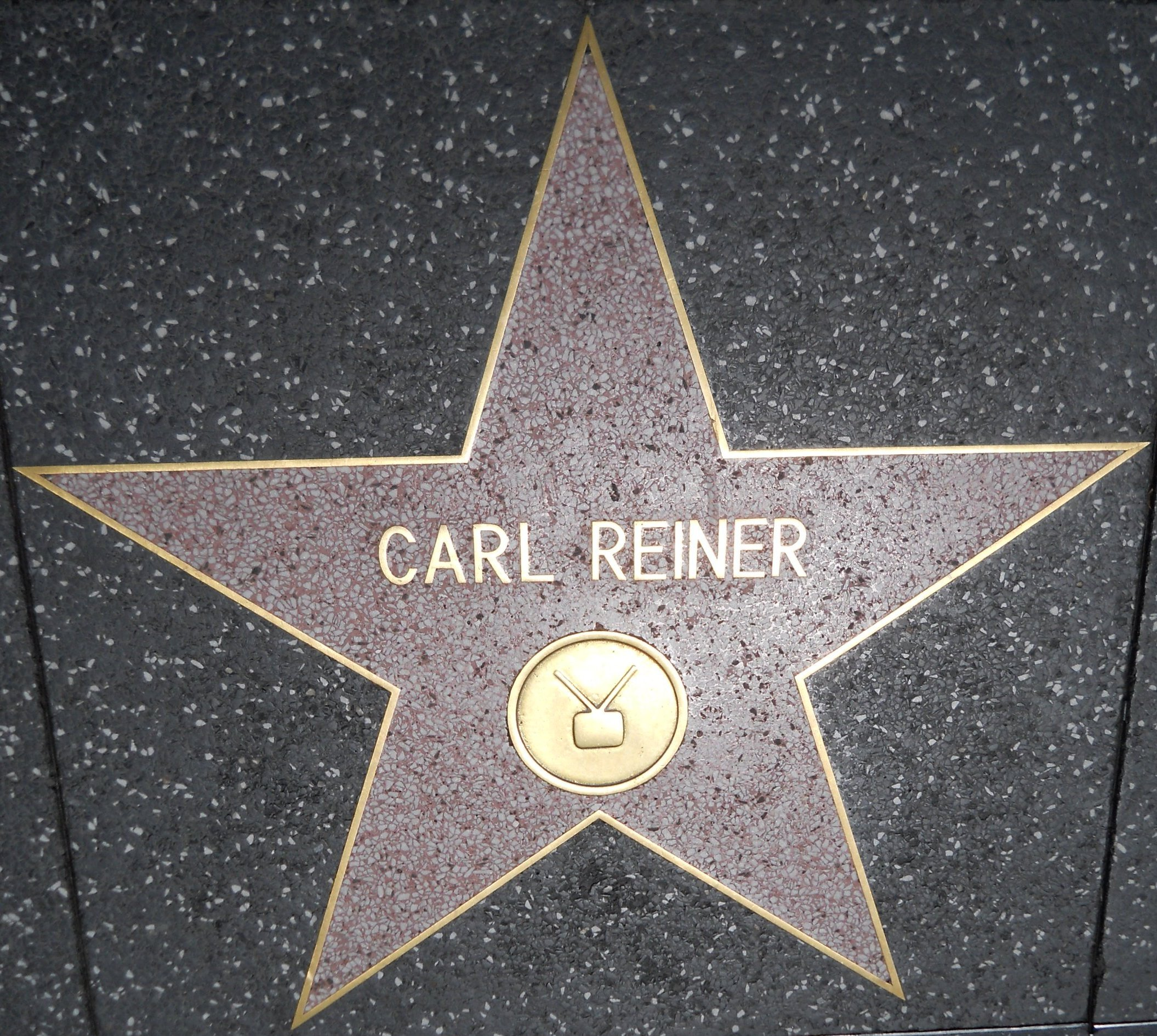
Reiner erhielt einen Stern auf dem Hollywood Walk of Fame bei der Adresse 6413 Hollywood Blvd.

- 1966: Emmy für The Dick Van Dyke Show
- 1991: Creative Achievement Award der American Comedy Awards
- 1995: Emmy als Outstanding Guest Actor in a Comedy Series für die Fernsehserie Mad About You
- 1998: Grammy für das Best Spoken Comedy Album für The 2000 Year Old Man In The Year 2000 gemeinsam mit Mel Brooks[6]
- 2000: Mark-Twain-Preis für amerikanischen Humor
- 2007: Honorary Life Member Award der Directors Guild of America